# Ismo Apell
Ismo Otto Ensio Apell, född 9 mars 1968 i Kiuruvesi, är en finländsk skådespelare. Han är programledare i den finska versionen av Jeopardy.

## Filmografi (urval)
- 1999 - Little Nurse
- 1999 - Gold Fever in Lapland
- 1999 - Bioterror
- 1992 – Krigarens hjärta